# Elena Tatarkova
Elena Tatarkova (Duxambé, 22 de agosto de 1976) é uma ex-tenista profissional ucraniana nascida no Tadjiquistão.
Em Sydney 2000, ela perdeu na segunda rodada em duplas para as francesas Julie Halard e Amélie Mauresmo, com parceira de Anna Zaporozhanova, após venceram as taiwanesas na primeira rodada.